# Помелит
Помелит е вид цитрусов плод, хибрид между грейпфрут и помело, патентован от Калифорниският Университет през 1981.
Известен е, че понижава нивото на кръвния холестерол. Стимулира дейността на антиоксидантите, предотвратява блокирането на артериите и намалява риска
от сърдечен удар.